# Le Ballon blanc
Pour plus de détails, voir Fiche technique et Distribution.
Le Ballon blanc (en persan : بادکنک سفید, Badkonake sefid) est un film dramatique iranien  réalisé par Jafar Panahi et sorti en 1995. Le scénario du film est signé par Abbas Kiarostami.
Le film remporte la Caméra d'or au Festival de Cannes 1995.
Le journal britannique The Guardian a élu ce film comme l'un des meilleurs films familiaux.

## Synopsis
Razieh veut un beau poisson rouge bien dodu pour la nouvelle année. Elle trouve ces poissons gracieux avec leur grandes nageoires, ils dansent dans le bocal, pas comme les petits poissons rouges maigrelets de sa mère. Razieh peine à obtenir de sa mère l’argent pour le poisson, mais grâce à son frère, sa mère lui confie un billet de 500 dont elle devra ramener la monnaie. Mais en allant l'acheter, la petite fille perd le billet. Et il sera très dur à retrouver. Razieh devra vivre beaucoup d'aventures avant d'arriver à ses fins.

## Fiche technique
- Titre : Le Ballon blanc
- Titre original : Badkonake sefid
- Réalisation : Jafar Panahi
- Scénario : Abbas Kiarostami
- Production : Kurosh Mazkouri
- Photographie : Farzad Jadat
- Durée : 85 minutes
- Genre : Drame
- Format : couleur - Son : mono
- Date de sortie : 
  -  Iran : 1995
  -  France : 1995

## Distribution
- Fereshteh Sadre Orafaiy : La mère
- Aida Mohammadkhani : Razieh
- Mohsen Kafili : Ali
- Anna Borkowska : La vieille dame
- Mohammad Shahani : Le soldat
- Mohammed Bakhtiar : Le tailleur
- Aliasghar Smadi : Le vendeur de ballons
- Hamidreza Tahery : Reza
- Asghar Barzegar : Le gérant de l'animalerie
- Hasan Neamatolahi : Le charmeur de serpent
- Bosnali Bahary
- Mohammadreza Baryar
- Shaker Hayely
- Homayoon Rokani
- Mohammad Farakani
- Hosain Kazemy
- Mohammad Zolfaghary

## Distinctions
- 1995 : Caméra d'or et prix FIPRESCI au Festival de Cannes 1995
- 1995 : Prix du Jury au Festival de Sao Paulo
- 1995 : Grand Prix au Festival de Tokyo

- Ce film fait partie de la Liste du BFI des 50 films à voir avant d'avoir 14 ans établie en 2005 par le British Film Institute.